# Claus Meyer (Maler)

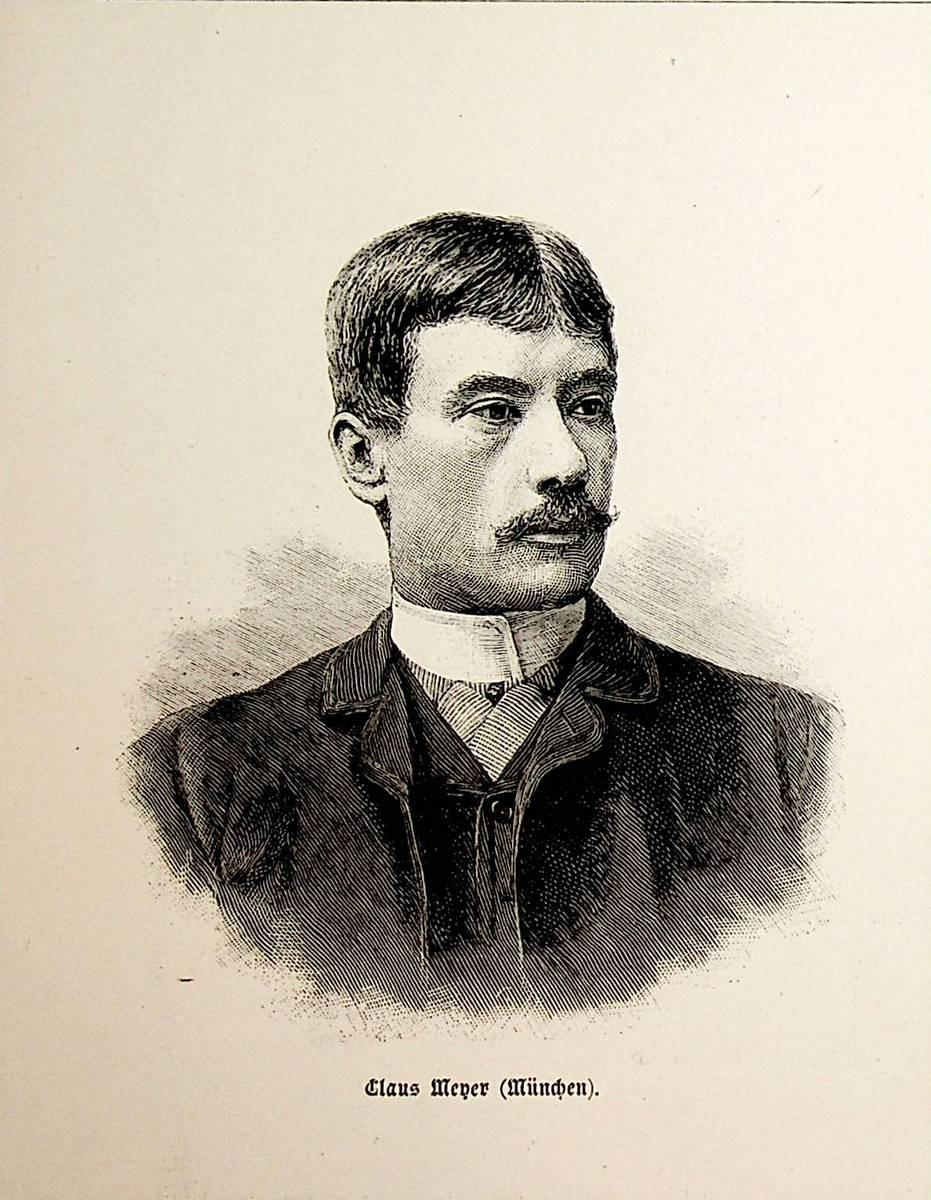
Claus Meyer, um 1885

Claus Meyer, genannt Claus-Meyer (* 20. November 1856 als Eduard August Nicolaus Meyer in Linden bei Hannover; † 9. November 1919 in Düsseldorf), war ein deutscher Genre- und Historienmaler sowie Hochschullehrer an der Großherzoglich Badischen Kunstschule Karlsruhe und an der Kunstakademie Düsseldorf.

## Leben

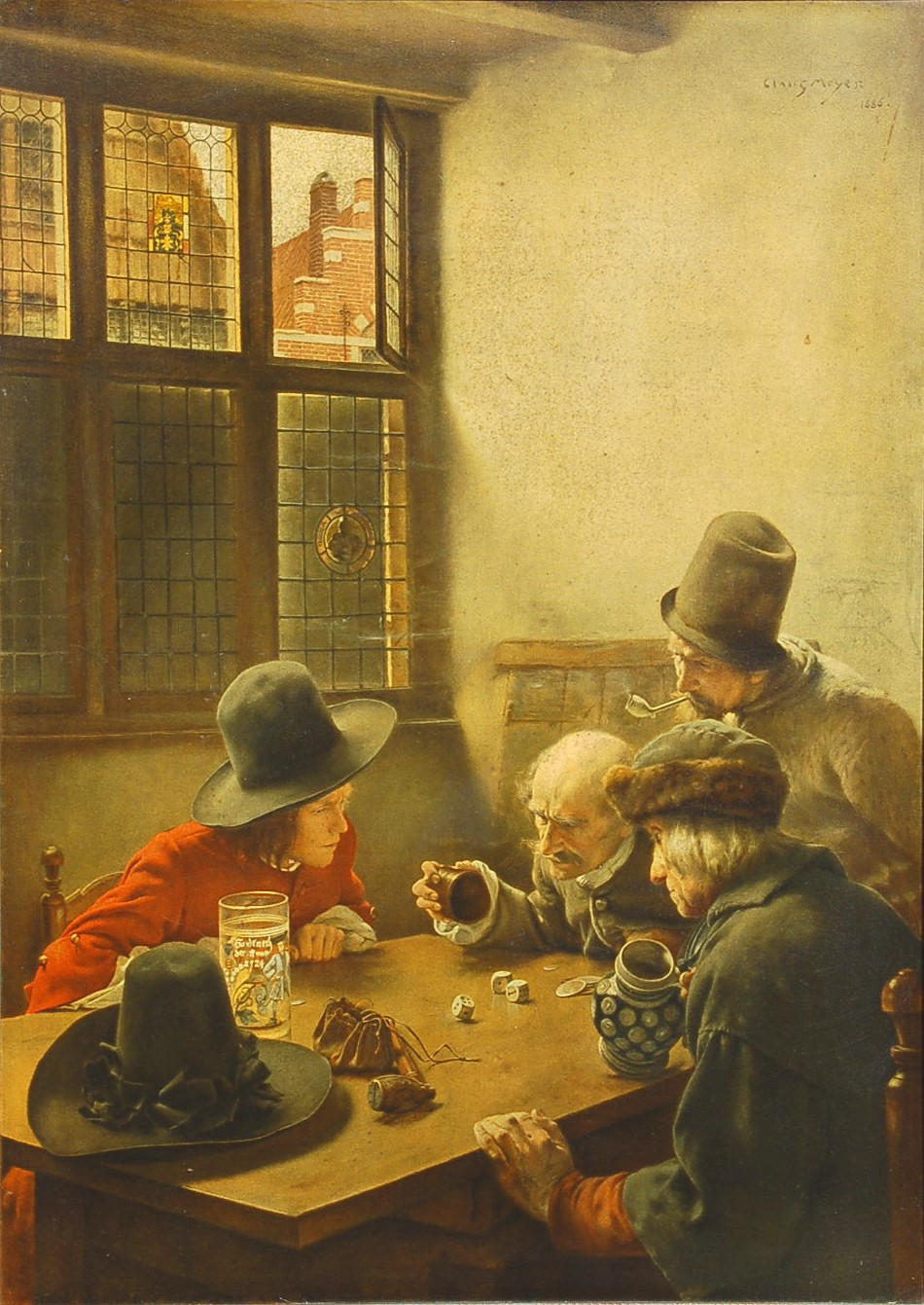
Die Würfelspieler, 1885

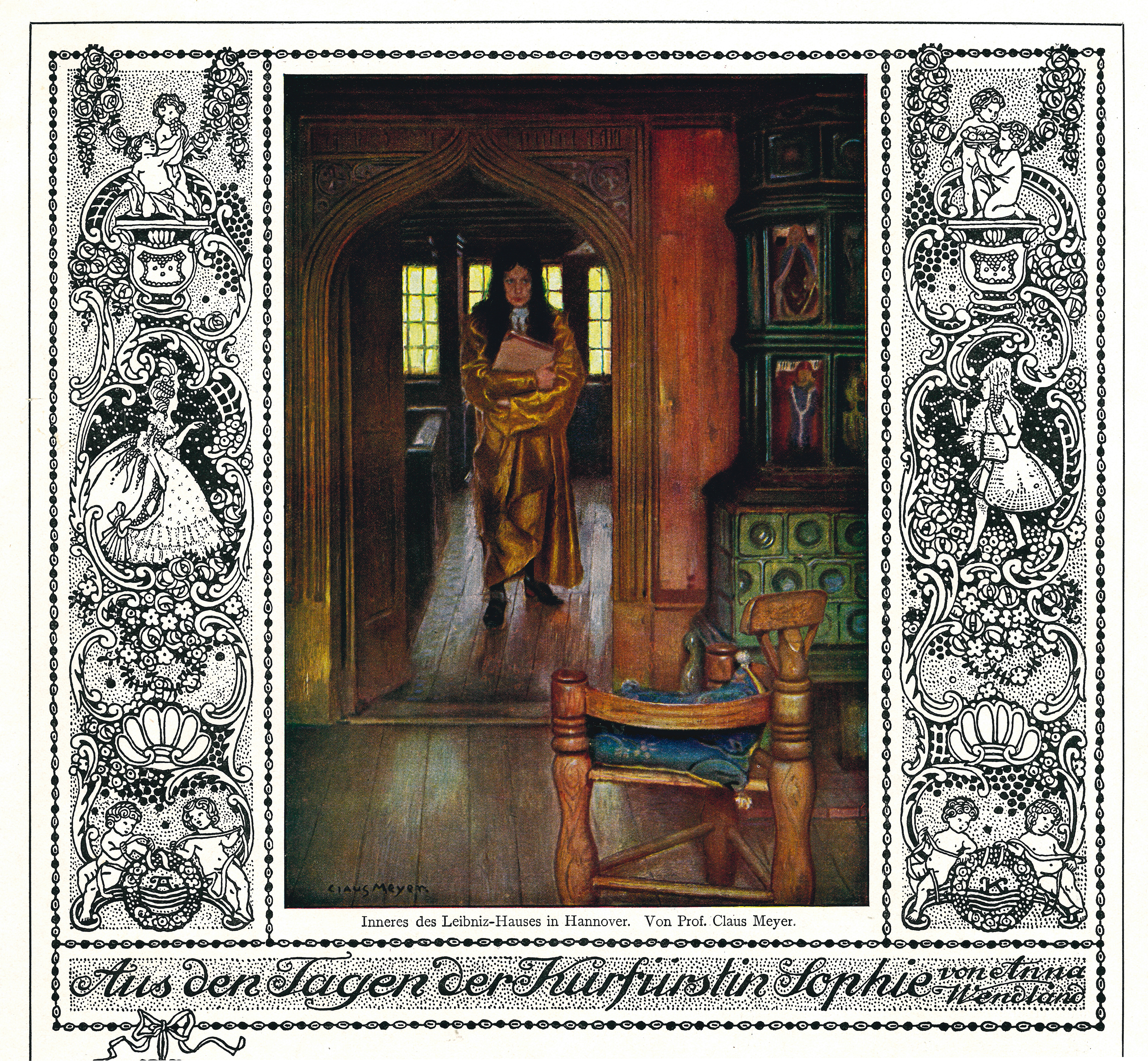
Leibniz in dem später nach ihm benannten Leibnizhaus, Illustration von Claus Meyer mit Zierrahmen von Änne Koken über Anna Wendlands Titel „Aus den Tagen der Kurfürstin Sophie“;
Auszug aus der Illustrirten Zeitung

Meyer war der Sohn von Christoph Wilhelm Eduard Meyer und dessen Ehefrau Anna Adelaide Kühne. In Hameln besuchte er das Gymnasium.
1875 begann Meyer unter August von Kreling an der Nürnberger Kunstschule ein Studium der Malerei und setzte es 1876 an der Akademie der Bildenden Künste in München fort, wo er Schüler von Alexander Wagner und Ludwig von Löfftz wurde. Noch Anfang der 1880er Jahre war er als Künstler kaum bekannt. Durch die Gemälde Holländisches Interieur und Nähschule im Beguinenkloster, die er in der Tradition niederländischer Genremalerei in seinem Münchner Atelier konzipiert hatte, machte er im Salon Honrath & van Baerle in Berlin sowie auf der III. Internationalen Ausstellung 1883 im Glaspalast München auf sich aufmerksam. Nach Ludwig Pietsch avancierte er so „zu einem der gepriesensten, meist bewunderten [Maler] der ganzen jüngeren Generation“.
Von 1890 bis 1895 war er Professor an der Karlsruher Akademie, Karl Rauber war ein Meisterschüler. An der Düsseldorfer Akademie wurde Meyer 1895 der Nachfolger von Wilhelm Sohn. Ende des 19. Jahrhunderts gehörte Meyer zu den Gründern der Düsseldorfer Künstler-Vereinigung 1899.

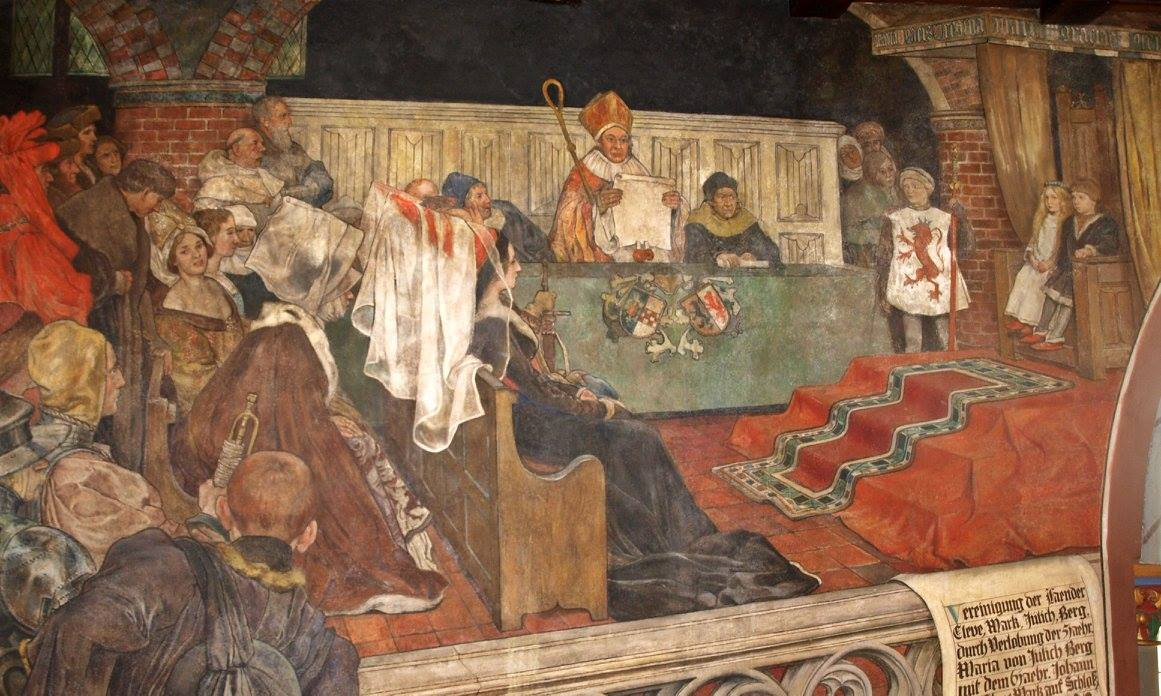
Die Kinderverlobung 1496, Wandgemälde im „Rittersaal“ von Schloss Burg zur Erinnerung an die Klever Union, vermutlich 1901/1902

In den Jahren 1897 bis 1902 malte er zusammen mit seinem Düsseldorfer Akademie-Kollegen Willy Spatz Gemälde für den Ratssaal des Rathauses Duisburg. Sein Beitrag zeigt den versuchten Überfall des Kölner Erzbischofs Dietrich II. von Moers auf die Stadt Duisburg im März 1445 im Rahmen der Soester Fehde. Um die Jahrhundertwende schuf Meyer, im Auftrag des Kunstvereins für die Rheinlande und Westfalen, anfangs assistiert von seinem Privatschüler Hermann Huisken, verschiedene Historiengemälde zur Ausgestaltung des Rittersaals von Schloss Burg, unter anderem das Fresko Die Kinderverlobung zur Darstellung der Klever Union.
1902 war Meyer Preisrichter der deutschnationalen Kunstausstellung im Rahmen der Industrie- und Gewerbeausstellung Düsseldorf, 1904 bei einem Preisausschreiben des Kölner Schokoladenproduzenten Ludwig Stollwerck um Entwürfe für eine Gemeinschaftswerbung von Stollwerck und der Sektkellerei Henkell.

## Familie
Verheiratet war Claus-Meyer mit Lina, eine geborene Karoline Wilhelmine Fromme, und wohnte ab Ende des 19. Jahrhunderts in Düsseldorf im Wohneigentum Sternstraße 11. Sie hatten vier Söhne und eine Tochter. In München waren 1887 Klaus Eduard Karl, genannt Klaus, und 1888 Gertrud Alwine Anna, genannt Trudy, geboren worden. In Karlsruhe kam Justus Erich 1891 auf die Welt; Hubert Werner folgte 1896 in Düsseldorf auf der Inselstraße und Hans Peter, der sich später Hanns nannte, im August 1899 im Wohneigentum Sternstraße 11. Klaus und Hans erhielten eine Ausbildung zu Malern. Trudy, um 1913 unverheiratet, betätigte sich im Düsseldorfer Hockey Club 1905. Im Juli 1916 wurde aus dem väterlichen Rufnamen amtlich der Familienname Claus-Meyer genehmigt.